# ゼイ・メイド・ミー・ア・クリミナル
『ゼイ・メイド・ミー・ア・クリミナル』(They Made Me a Criminal) は、1939年のアメリカ合衆国の犯罪ドラマ映画。
バスビー・バークレーが監督し、ジョン・ガーフィールド、クロード・レインズ、デッド・エンド・キッズが主演した。1933年の『男の一頁』のリメイクである。のちにテレビ番組『Cinema Insomnia』の1エピソードとして使用された。一部はカリフォルニア州コーアチェラ・バレーで撮影された。

## あらすじ
ジョニー・ブラッドフィールド(ジョン・ガーフィールド)は左利きのボクサーで世界チャンピオンであるが、殺人の濡れ衣を着せられる。ジョニーは姿を消し、亡くなったものとされる。ジョニーの潔白を知る数少ない目撃者であるマネージャーと恋人はどちらも交通事故で亡くなる。モンティ・フェラン刑事(クロード・レインズ)はジョニーはまだ生きていると信じ、見つけ出そうとする。一方ジョニーはアリゾナ州の祖母ラファティのもとに身を隠す。そこで不良少年のトミー、エンジェル、スピット、ディッピー、ティービー、ミルティと出会う。トミーの姉ペギーが彼らの面倒をみている。
ジョニーはジャック・ドーニーという偽名を使い、トミーを保護し、農場のために給油ポンプを買って起業するよう勧める。少年たちが資金を集めるのを助けようと、ジョニーは新進気鋭のボクサーとの試合に出るためリングに戻る。ジョニーはフェラン刑事が会場にいるのを見つけ、欠場を宣言して少年たちとペギーを落胆させる。しかし少年たちを助ける意志が勝り、出場することにする。ジョニーのトレードマークとも言える左利きの戦闘スタイルを使用しないことで身元を隠そうとするが、右手は得意でなく負けそうになる。そこでジョニーは正体が明かされることもいとわず左手を使うが、第5ラウンドでついに敗北する。フェラン刑事が近づき逮捕するかに見えるが、ニューヨークへ連行するのではなくアリゾナに残ることに同意する。

## キャスト

### メイン・キャスト
- ジョニー・ブラッドフィールド：ジョン・ガーフィールド
- モンティ・フェラン刑事：クロード・レインズ
- ゴルディ・ウエスト：アン・シェリダン
- バッジー：バーバラ・ペッパー
- グランマ・ラファティ：メイ・ロブソン
- ペギー：グロリア・ディクソン
- レニアン：ワード・ボンド
- 署長：ウィリアム・B・デヴィッドソン
- ウォード医師：ロバート・グレックラー

### デッド・エンド・キッズ
- トミー：ビリー・ハロップ
- エンジェル：ボビー・ジョーダン
- スピット：リオ・ゴーシー
- ティービー：ゲイブリエル・デル
- ディッピー：ハンツ・ホール
- ミルト：バーナード・パンズリー

## 他の作品との関わり
ジャックがシャワーを浴びる際、ディッピーがシャワーを調節しながら歌う曲は、バークレー監督の以前の作品『フットライト・パレード』のヒット曲「By a Waterfall」である。

## マラプロピズム
デッド・エンド・キッズ、イーストサイド・キッズ、バワリー・ボーイズによるマラプロピズムのネタが初めて登場した作品である。ハンツ・ホールが「degenerate」と言った時、ボビー・ジョーダンが「Regenerate, ya dope」と言う。以降、彼らの定番となり、主にリオ・ゴーシーが担当した。

## ホームメディア
パブリックドメインとなっており、様々な会社から多くのDVDがリリースされている。2002年7月30日にはアルファ・ビデオからDVDがリリースされた。